# Dieter Wrobel
Dieter Wrobel (* 1968 in Letmathe) ist ein deutscher Germanist und Fachdidaktiker.

## Leben
Nach dem Abitur 1987 am Gymnasium Letmathe der Stadt Iserlohn absolvierte er von 1987 bis 1993 ein Lehramtstudium Germanistik und Sozialwissenschaften für die Sekundarstufen I und II an der Ruhr-Universität Bochum (1. Staatsexamen). Nach der Promotion 1997 mit einer Arbeit über postmoderne Literatur, dem Referendariat (1997–1999) am Studienseminar Hamm  (2. Staatsexamen) und der Habilitation 2007 an der Universität Duisburg-Essen (Venia: Germanistik: Literatur und ihre Didaktik) ist er seit 2008 W3-Professor (Lehrstuhl) für Didaktik der deutschen Sprache und Literatur an der Universität Würzburg. Rufe auf Professuren an der Technischen Universität Braunschweig (2014), an der Bergischen Universität  Wuppertal (2017) sowie an der Universität Duisburg-Essen (2018) lehnte er ab.
Seine Forschungsschwerpunkte sind Literatur-, Sprach- und Mediendidaktik (alle Schulformen und -stufen), Didaktik und Methodik des Deutschunterrichts (v. a. Literaturunterricht), literarische Sozialisation / Lesesozialisation, Unterrichts- und Schulforschung, Entwicklung und Evaluation von Unterrichtsmodellen und -materialien, Literatur des 20. und 21. Jahrhunderts und Literatur und Literaturtheorie der Postmoderne.

## Schriften (Auswahl)
- Postmodernes Chaos – chaotische Postmoderne. Eine Studie zu Analogien zwischen Chaostheorie und deutschsprachiger Prosa der Postmoderne. Aisthesis, Bielefeld 1997, ISBN 3-89528-188-3.
- Individualisiertes Lesen. Leseförderung in heterogenen Lerngruppen. Theorie – Modell – Evaluation. Schneider, Baltmannsweiler 2008, ISBN 978-3-8340-0416-1.
- Vergessene Texte der Moderne wiedergelesen. Wiederentdeckungen für den Literaturunterricht. wvt, Trier 2010, ISBN 978-3-86821-210-5.
- Romane von Kafka bis Kehlmann. Literarisches Lernen in der Sekundarstufe I und II. Seelze. Klett / Kallmeyer, Seelze 2013, ISBN 978-3-7800-4910-0.
- mit Christine Ott: Öffentliche Literaturdidaktik. Grundlegungen in Theorie und Praxis. E. Schmidt, Berlin 2018, ISBN 978-3-503-17699-1.
- mit Christine Ott: Außerschulische Lernorte für den Deutschunterricht. Anschlüsse – Zugänge – Kompetenzerwerb. Klett / Kallmeyer, Seelze 2019,  ISBN 978-3-7727-1192-3.

Daneben ist Wrobel seit 2008 Mitherausgeber der Zeitschrift Praxis Deutsch sowie Mitherausgeber einer Reihe von Monographien und Sammelbänden.